# Saint-Caprais (Lot)
Saint-Caprais ist eine französische Gemeinde mit 80 Einwohnern (Stand 1. Januar 2022) im Département Lot in der Region Okzitanien. Sie gehört zum Kanton Puy-l’Évêque und zum Arrondissement Gourdon. 
Sie grenzt im Nordwesten an Villefranche-du-Périgord, im Norden an Marminiac, im Nordosten an Montcléra und im Südosten, im Süden und im Südwesten an Frayssinet-le-Gélat.

## Sehenswürdigkeiten

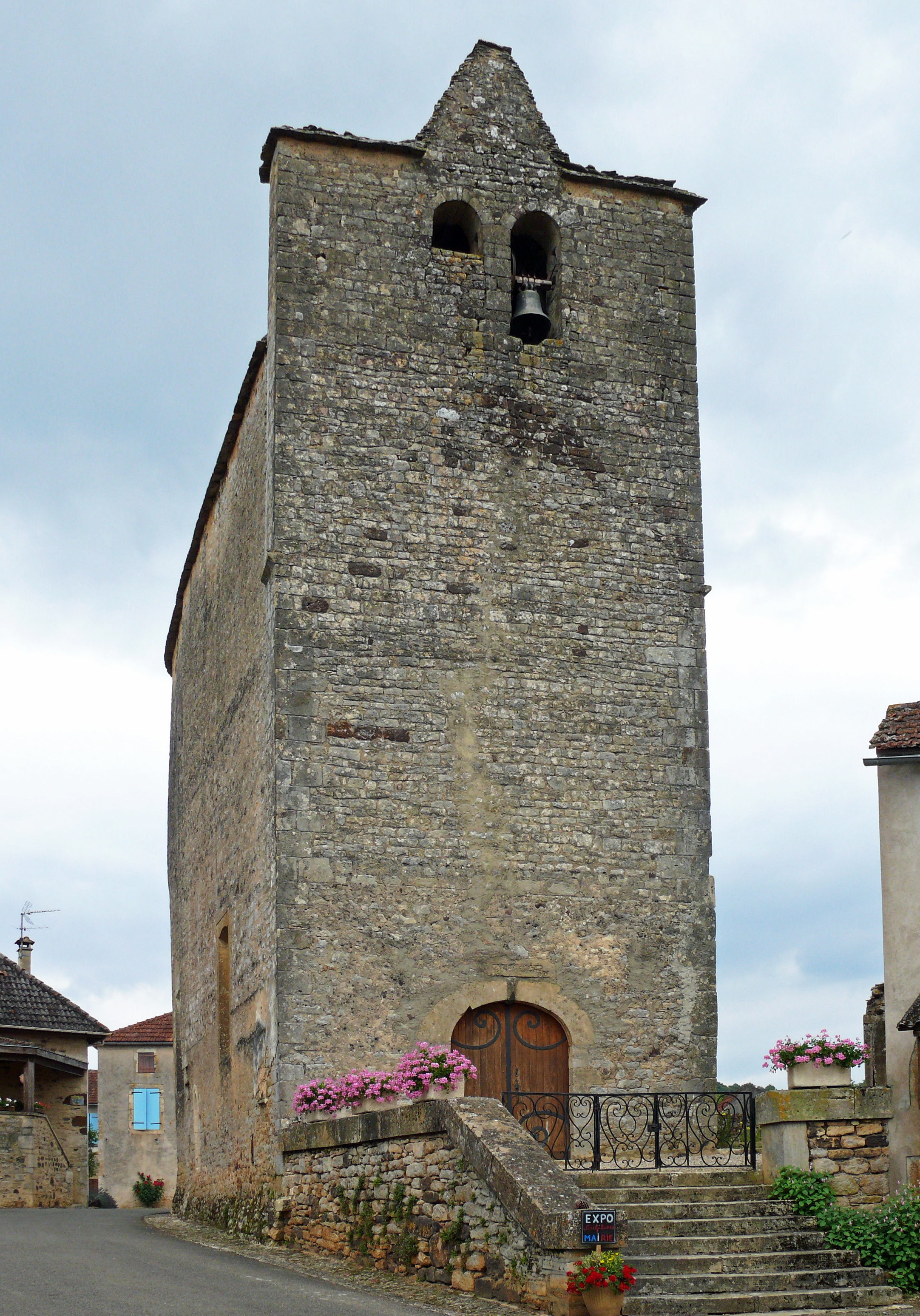
Kirche Saint-Caprais, seit 1979 ein Monument historique

## Bevölkerungsentwicklung
| Jahr      | 1962 | 1968 | 1975 | 1982 | 1990 | 1999 | 2008 | 2018 |
| --------- | ---- | ---- | ---- | ---- | ---- | ---- | ---- | ---- |
| Einwohner | 143  | 125  | 126  | 95   | 87   | 79   | 79   | 79   |